# Iglesia de San Miguel (Azuqueca)
La iglesia de San Miguel es un templo católico en la localidad española de Azuqueca de Henares, en Guadalajara.

## Descripción
De finales del siglo XV o principios del siglo XVI, es una iglesia con planta de cruz latina, con torre campanario de ladrillo. Destacable como elemento más significativo y de mayor interés artístico es la logia lateral de estilo renacentista que sirve como atrio, con cinco arcos de medio punto rebajados con capiteles de orden jónico y tondos en las enjutas de los arcos. En el interior, los elementos decorativos (retablos, pinturas) son contemporáneos.